# Maurice de La Fuye
Maurice de La Fuye, né à Paris le 20 janvier 1886 et mort à Margerie-Hancourt le 26 juin 1958, est un écrivain cynégétique et historien français.

## Biographie
Victor Henri Maurice de La Fuye est le fils de  Victor de La Fuye, magistrat, et de Pauline Marie Monique Fabre.
Il est docteur en droit.

## Publications
- 1908 : « La question des oiseaux de proie envisagée au point de vue économique et au point de vue juridique » (Paris)
- 1911 : « La Chasse au Grand-Duc en France » (Paris : Lucien Laveur)
- 1930 : « La Chasse de la sauvagine en bateau » (Paris)
- 1934 : « Xavier de Maistre, gentilhomme européen » (Tours : impr.-édit. Mame)

- Prix Montyon 1935 de l'Académie française
- 1937 : « Rostoptchine : européen ou slave ? » (Paris : impr.-édit. Plon)

- Prix Femina Vacaresco 1937
- 1943 : « Louis XVI » (Paris : Ed. Denoël)

- Prix d’Académie 1944 de l'Académie française
- 1943 : « Rouget de Lisle, inconnu » (Paris : Hachette)
- 1945 : « Fontenoy, 1745 » (Paris : Denoël)
- 1948 : « La Sainte Alliance, 1815-1848 » (Paris : Ed. Denoël)
- 1951 : « Louis-Napoléon Bonaparte avant l'Empire » (Paris : Éditions françaises d'Amsterdam)
- 1953 : « La Fayette, soldat de deux patries » (Paris : Amiot-Dumont)
- 1957 : « La Chasse au grand duc » (Paris, : Crépin-Leblond et Cie )
- 1957 : « Madame Élisabeth : 1764-1794 » (Paris : P. Lethielleux)